# Mohyeon-eup
Mohyeon-eup (koreanska: 모현읍)  är en köping i provinsen Gyeonggi i den centrala delen av Sydkorea, 30 km sydost om huvudstaden Seoul. Den ligger i stadsdistriktet Cheoin-gu i stadskommunen Yongin.